# Hrašovík
Hrašovík és un poble i municipi d'Eslovàquia. Es troba a la regió de Košice, a l'est del país.

## Història
La primera referència escrita de la vila data del 1270.

## Demografia
| Godina             | 1994 | 2004    | 2014    | 2024 |
| ------------------ | ---- | ------- | ------- | ---- |
| Nombre de persones | 264  | 298     | 330     | 429  |
| Diferència         |      | +12,87% | +10,73% | +30% |

| Godina             | 2023 | 2024   |
| ------------------ | ---- | ------ |
| Nombre de persones | 418  | 429    |
| Diferència         |      | +2,63% |